# Friesenhof Gergely
Báró Friesenhof Gergely (Gregor Friesenhof, Szentpétervár, 1840. január 19. – Ószéplak, 1913. július 17.) földbirtokos, meteorológus.

## Életpályája
Szentpétervárott született, hol akkor atyja, a bécsi származású báró Friesenhof Gusztáv az orosz követségnél szolgált és 1846-tól Brogyánban (Bars vármegye) birtokos volt. Friesenhof 1859-től 1863-ig a bécsi egyetemen jogot hallgatott. 1863-tól 1865-ig a magyaróvári akadémián mezei gazdaságot tanult, 1865-től 1887-ig gazdasági bérlő volt Nedanócon Nyitra vármegyében, utána pedig Ószéplakon (Ó-Krásznó) ugyanazon megyében egy kis birtokon gazdálkodott. 1873-tól meteorológiai észleleti állomást vezetett, melyből lassanként a nyitravölgyi agrármeteorológiai obszervatórium létesült, mely kiválólag időjóslással foglalkozott. Az ószéplaki obszervatóriuma (kúria) ma már nem áll.
Értékes szakkönyvtárát és műszertárát a Meteorológiai Intézetre hagyta. Az ószéplaki temetőben nyugszik feleségével és örökbefogadott fiaikkal.
A Nyitrai honvédzászlóalj főhadnagya volt. A Matica slovenská tagja, s első vezetőségének is tagja volt. Friesenhof kutatási rendszerével azon eredményre jutott, hogy képes volt 8% biztossággal az időjárást 14 napra előre megjósolni.
Cikkei a Gazdasági Lapokban (1872. A nyitravölgyi gazdasági egylet), a Wochenblatt für Land- und Forswirtheban (1872. Die Eichenschäl-Wirthschaft in Oberungarn) jelentek meg.
Felesége Simonyi Irma (1848-1930) volt. Házasságuk gyermektelen maradt, de adoptálták sógornője Simonyi Ida és Heinrich Josef Stanger árváit, Egont (1885-1920) és Vilmost (1886-1938).

## Művei
- Dritter Jahresbericht des neutrathaler landwirtschaftlichen Vereines, über die Thätigkeit und Leistungen desselben, vom 1-ten Jänner 1874. bis 31-ten Dezember 1874. Skalitz. 1875
- Leitfaden für Landfeuerwehr-Commandanten zum Vorgange am Brandplatze bei der Leitung der Löschanstalten. Neutra, 1877
- Wetterlehre oder praktische Meteorologie. Populär dargestellt. Nedanócz, 1879. (2. bőv. kiadás. Nedanócz, 1882-85. Három részben.)
- Können Grubengas-Katastrofen verhütet werden. Auf Basis der Fluth-theorie besprochen. Nedanócz, 1885

Observatoriumának első közleményei 1884-ben jelentek meg; három évig a gazdasági egylet havi jelentései mellett, egyig mint a gazd. egylet Közlönyének melléklete.
Szerkesztette a Laubfroscht (1888-tól) és az Időjárást (1893-tól), mely szaklapokban obszervatóriumának időjárási észleleteit közölte; az Időjárási Naptárt 1884-től és a Wetterkalendert (ezekben legfontosabb közleményei jelentek meg.) 